# Hanns Krenz
Hanns Krenz (* 10. Juli 1888 in Lübeck; † 17. April 1969 in Berlin) war ein deutscher Kunsthistoriker und Kunsthändler.

## Leben
Krenz absolvierte eine Lehre in der Lübecker Buddenbrook-Buchhandlung. Danach verbrachte er seine Gehilfenjahre in Heidelberg und Rostock. Ab 1914 nahm er am Ersten Weltkrieg teil.
Als Internierter im französischen Kriegsgefangenenlager Fort Barraux lernte Hanns Krenz um 1918/19 Herbert von Garvens kennen. Er organisierte dort eine kleine Kunstausstellung von Reproduktionen sowie Musikabende. Anfang 1920 beauftragte Garvens Hanns Krenz seine Bibliothek zu katalogisieren. Als Garvens in der elterlichen Villa am 1. Oktober 1920 die „Galerie von Garvens“ gründete, ernannte er Krenz zum Geschäftsführer. Sie veranstalteten 26 Ausstellungen zeitgenössischer Kunst, unter anderem von Willi Baumeister, Otakar Kubín, George Grosz, Walter Dexel, Kurt Schwitters und Otto Gleichmann. Sie zeigten auch fernöstliche Kunst und im Februar 1921 die Heidelberger Sammlung von Kunst psychisch Kranker und von Sonderlingen wie Karl Junker und 1922 Wilhelm Groß. Gemeinsam veröffentlichten sie 1920 das Buch „Chinesische Lyrik“ (Hannover : Galerie von Garvens, 1920). Die Galerie wurde im November 1923 geschlossen. Hier lernte Krenz u. a. Kate Steinitz kennen, wie Einträge in Gästebuch Steinitz belegen. Auch den Hannoveraner Fotografen Hein Gorny lernte Krenz hier kennen und förderte ihn nach seinen Möglichkeiten.
Von 1922 oder 1924 bis etwa 1930 war Hanns Krenz Leiter der Kestner-Gesellschaft in Hannover.
In Hannover wurde Krenz mehrfach porträtiert, so von Kurt Schwitters. Seit 1930 arbeitete er als Kunsthändler in der Wolfstrasse in Hannover, spezialisiert auf Ostasien-Kunst, die Kunst Schwarzafrikas und moderne Grafik.
Von 1933 bis etwa 1943 war Krenz als Buch- und Kunsthändler in Berlin tätig. Sein Geschäft befand sich in der  Nettelbeckstr. 7/8  in Berlin-Schöneberg. 1943 wurde seine Galerie bei einem Bombenangriff zerstört.
Hanns Krenz lebte nach dem Krieg in Caputh (später in Berlin-Dahlem) und war erneut im Kunsthandel tätig. Er starb 1969 in seinem Heim in Dahlem.